# Rodrigo Tello (obispo)
Rodrigo Tello (m. 1308) fue un eclesiástico castellano, que ejerció los cargos de obispo de Segovia (1279-1288) y arzobispo de Tarragona (1288-1308). 
Diego de Colmenares sostiene en su historia sobre Segovia que cuando Fernando Velázquez, obispo de Segovia, falleció en Roma el 20 de enero de 1277, ya había sido nombrado como nuevo obispo Rodrigo Tello, electo quizás por la ausencia del primero.
Durante su gobierno como obispo de Segovia, favoreció a la reina Violante de Aragón y a sus hijos, cuando fueron perseguidos por Sancho IV de Castilla, y la persuadió para que fingiese viajar a Guadalajara y aprovechar el momento para pasar al Reino de Aragón. Al descubrir la traición, fue desterrado como favorable al infante Fernando de la Cerda, y designado en 1288 para la Archidiócesis de Tarragona, que gobernó hasta su muerte, acaecida en 1308. Fue sepultado en la catedral de Tarragona, bajo una lápida de lisos azulada.
| Predecesor: Fernando Velázquez | Obispo de Segovia 1279 - 1288      | Sucesor: Blas Pérez           |
| Predecesor: Bernat d´Olivella  | Arzobispo de Tarragona 1288 - 1308 | Sucesor: Guillem de Rocabertí |